# 上斯劳特
上斯劳特（Upper Slaughter）是英格兰格洛斯特郡科茨沃尔德区的一个村庄，在斯托昂澤沃爾德西南4英里（6.4）。
附近的村庄包括下斯劳特、水上伯顿和戴尔斯福德。
村里的圣公会教堂献给圣彼得。
上斯劳特是一座感恩村庄（Thankful Villages） 是英国少数在第一次世界大战中没有死去任何男人的村庄。这个村庄在第二次世界大战中也没有失去任何男人，因此被称为"双感恩村"。

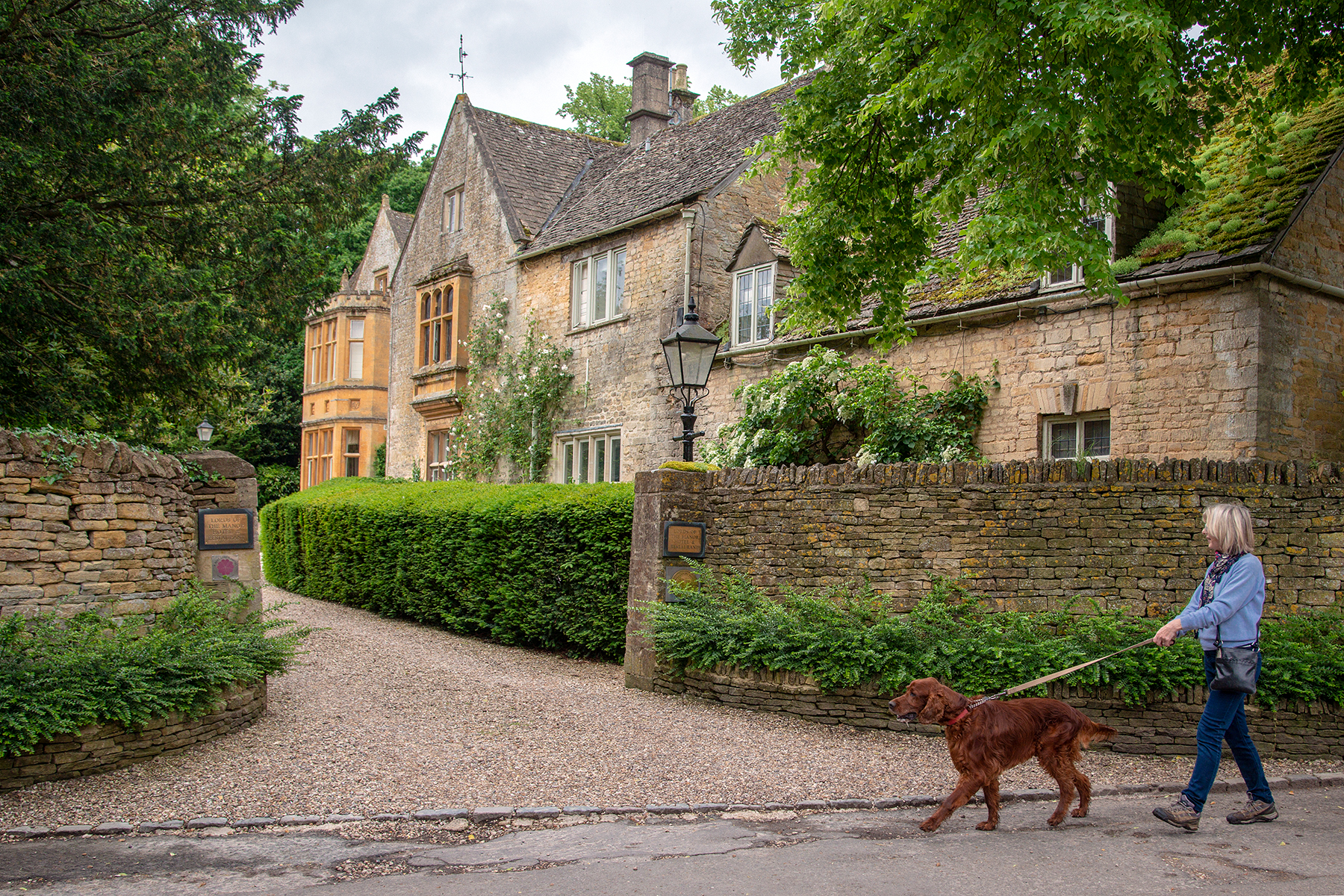
Lords of the Manor Hotel, Upper Slaughter

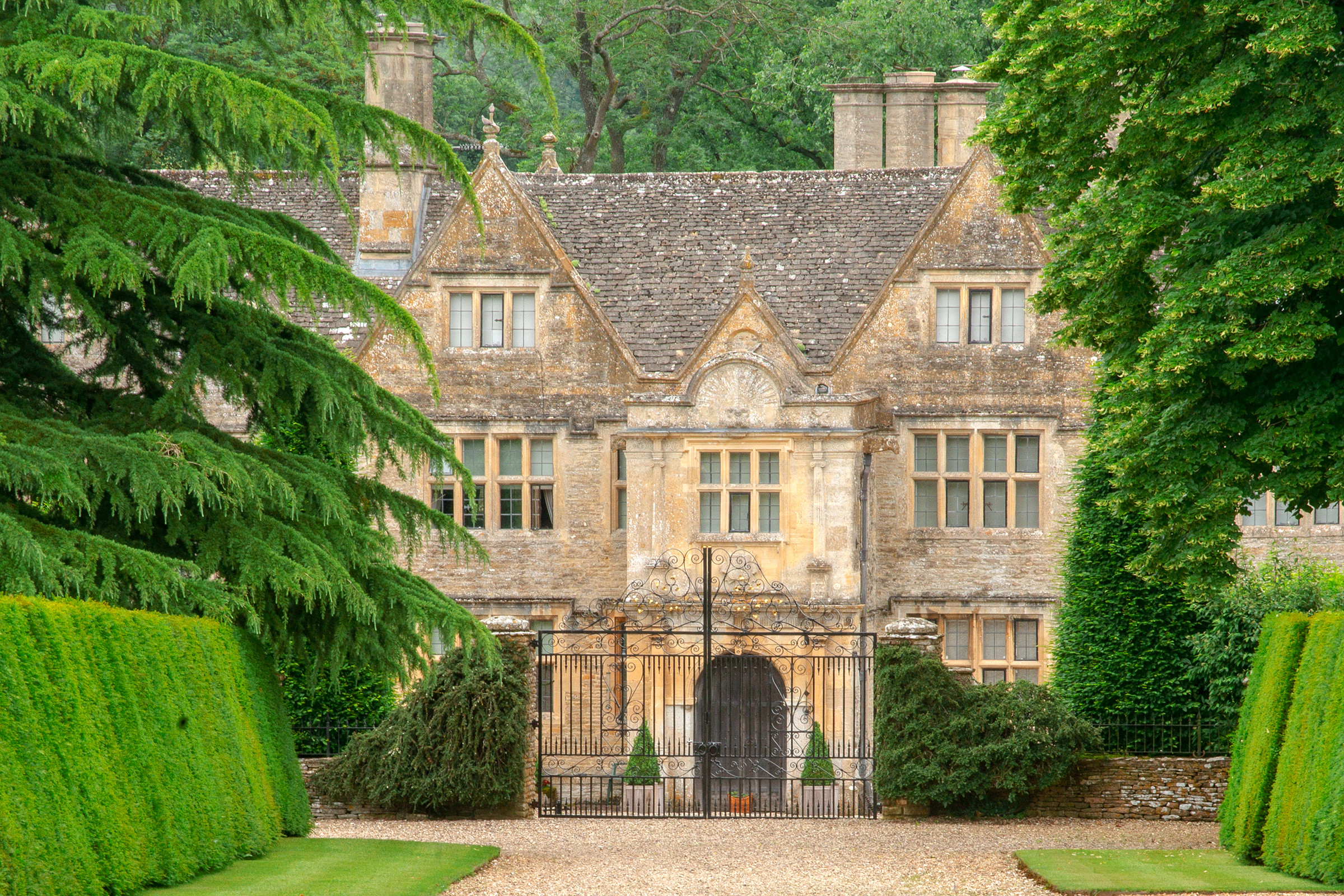
Upper Slaughter Manor, a Grade I Listed property

## 历史
村庄的名字源于古英语 "slough" ，意思是湿地。
村里最大的机构是庄园主酒店（Lords of the Manor Hotel）。该建筑的历史可追溯至1649年，自1960年代起开辟为酒店，还有业主的肖像和古董。
1906年，建筑师爱德华·卢蒂恩斯爵士重建了广场周围的小屋。
1944年2月4日晚，德军轰炸机向上斯劳特投下了2000枚燃烧弹。尽管一些建筑物受损，但没有人员伤亡。

## 建筑

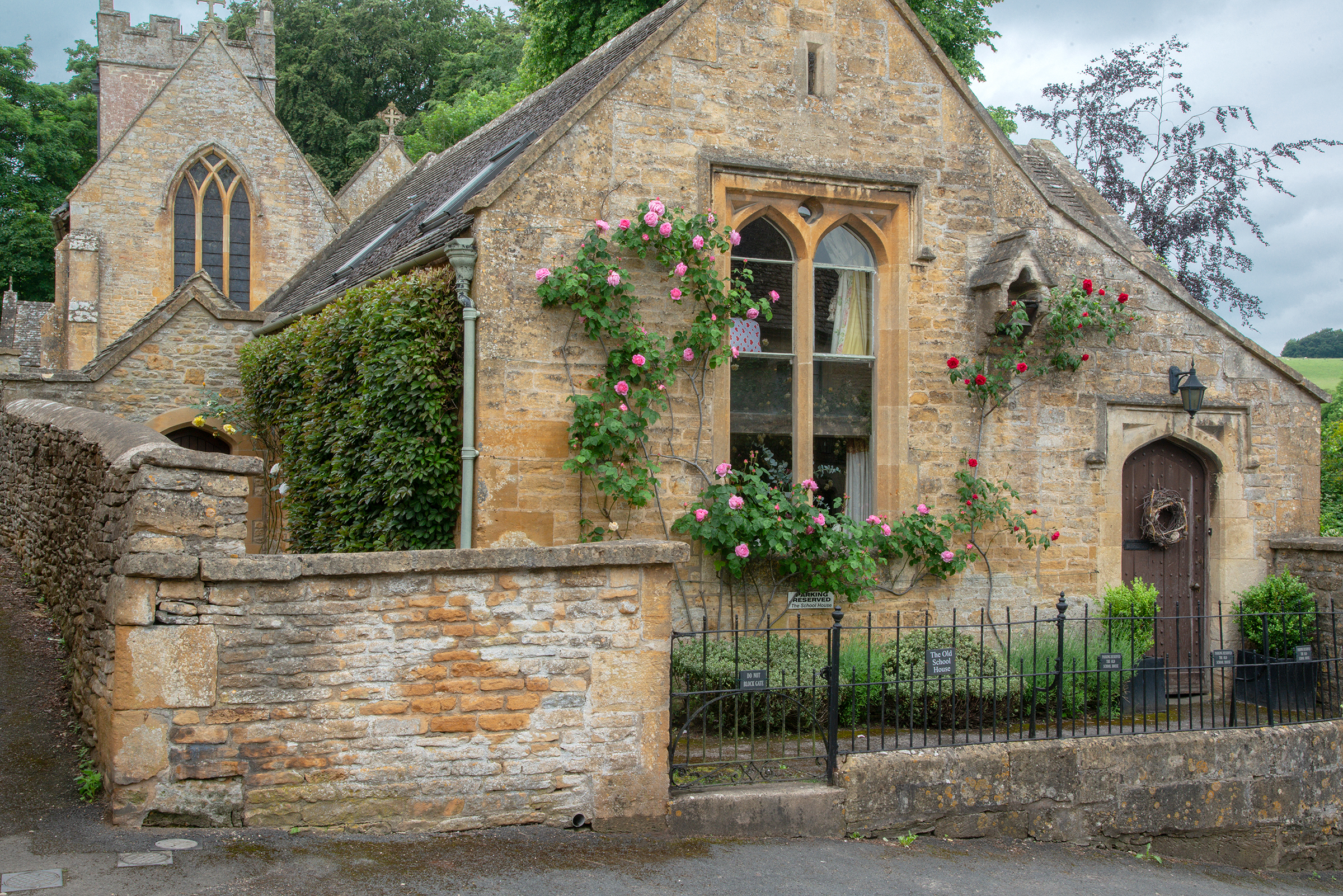
学校

- 圣彼得堂
- 上斯劳特庄园
- 农舍
- 学校
- 城堡土堆
- 玫瑰行 Rose Row
- 广场

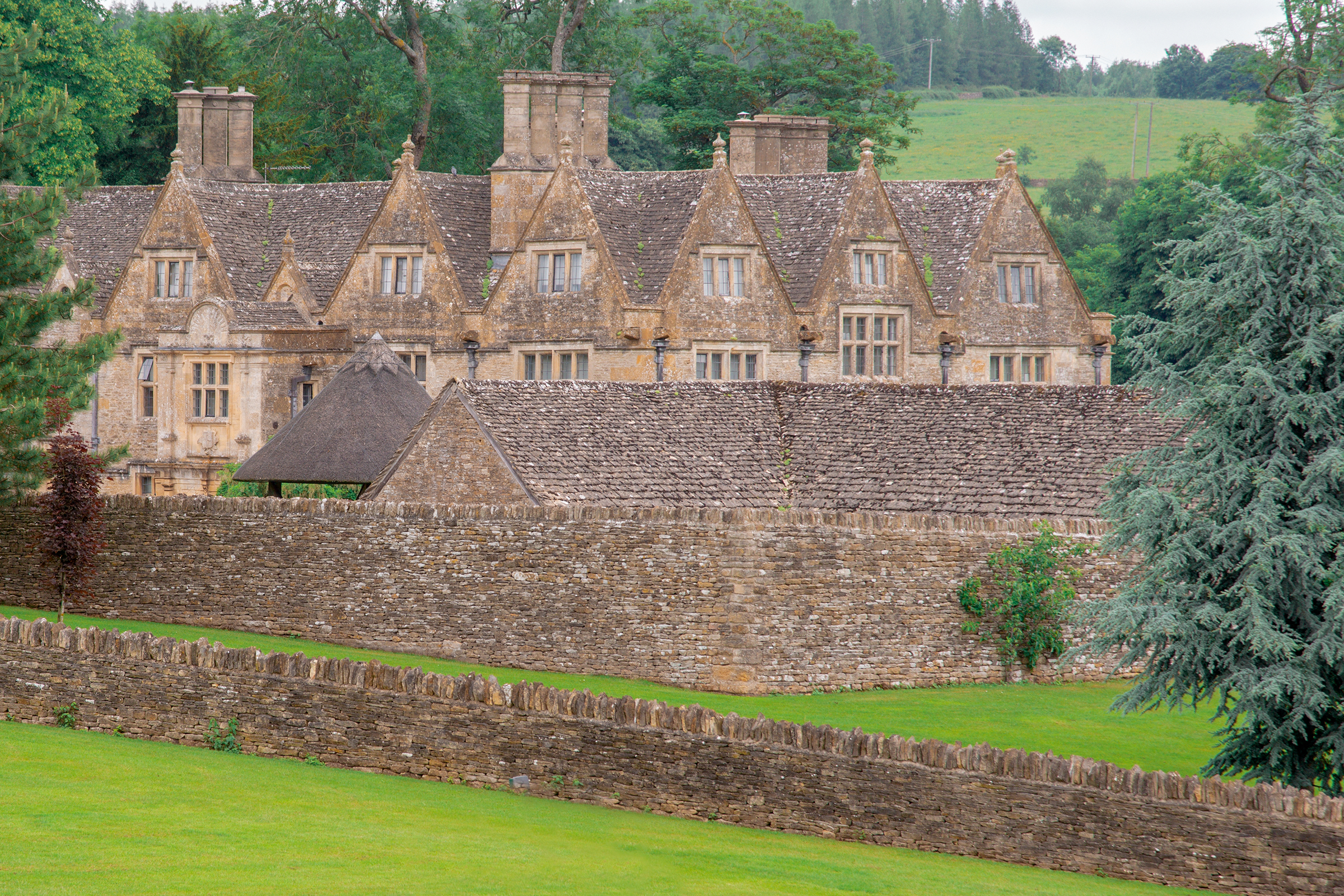
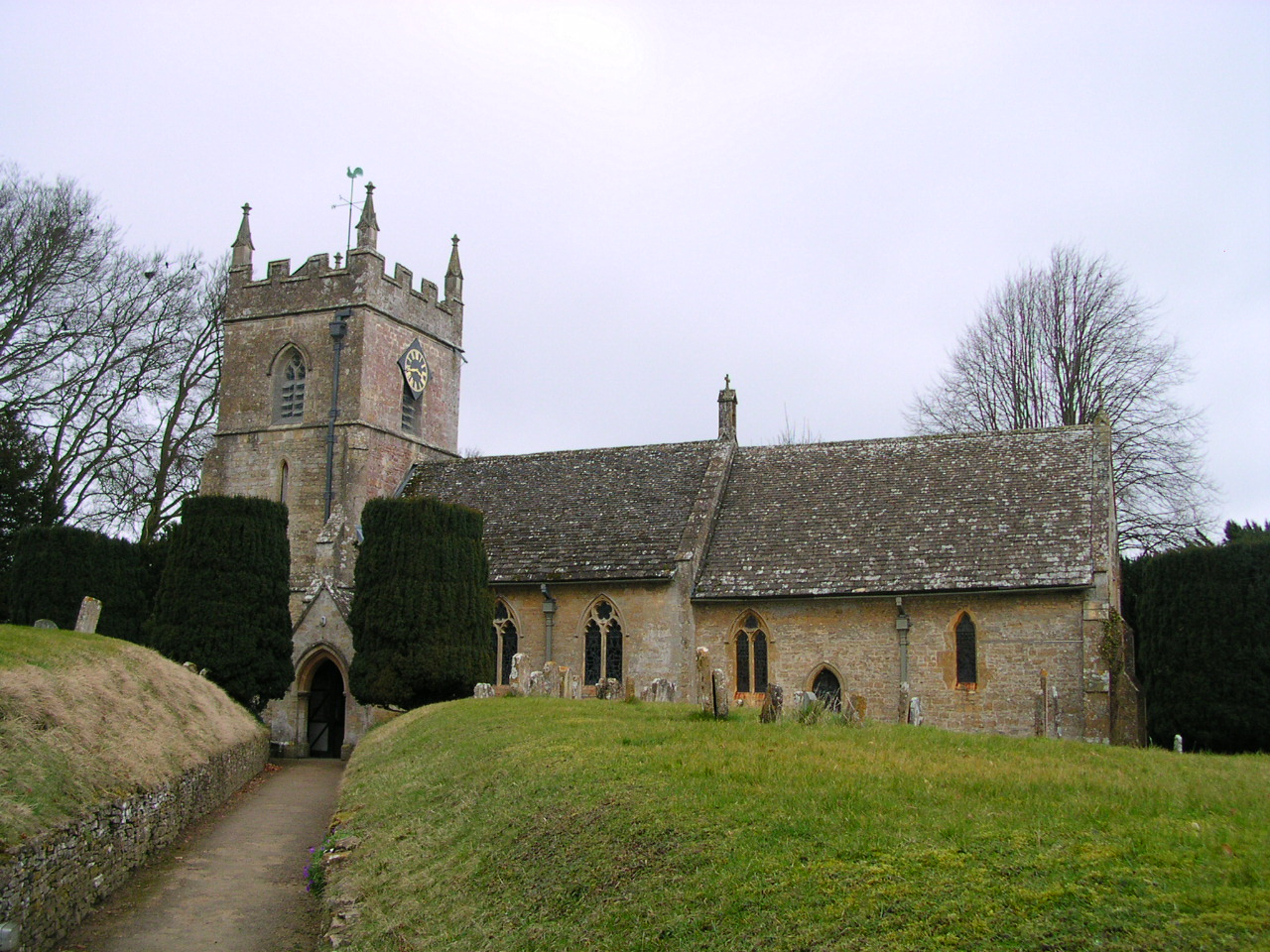
Upper Slaughter Church
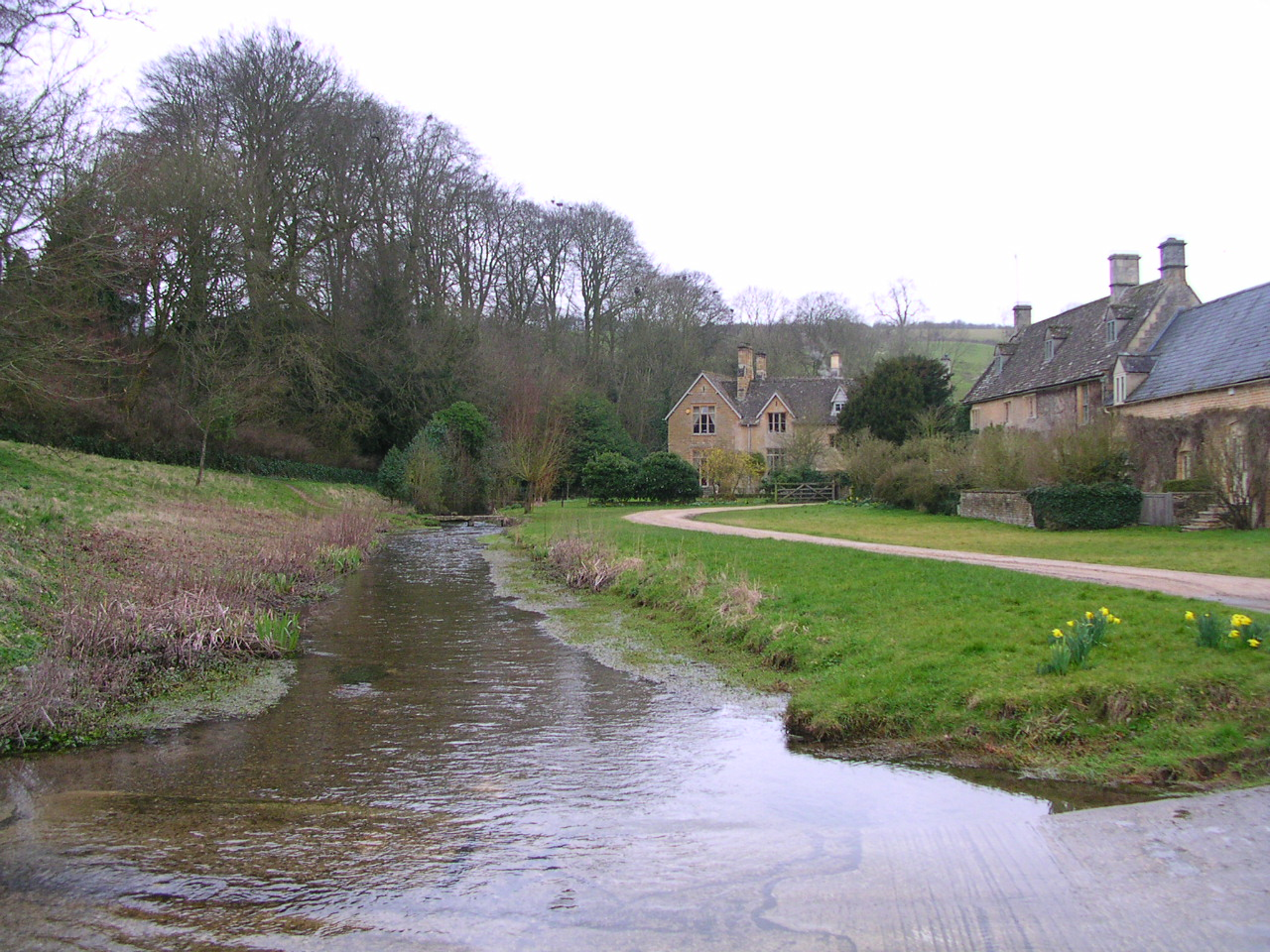
The River Eye
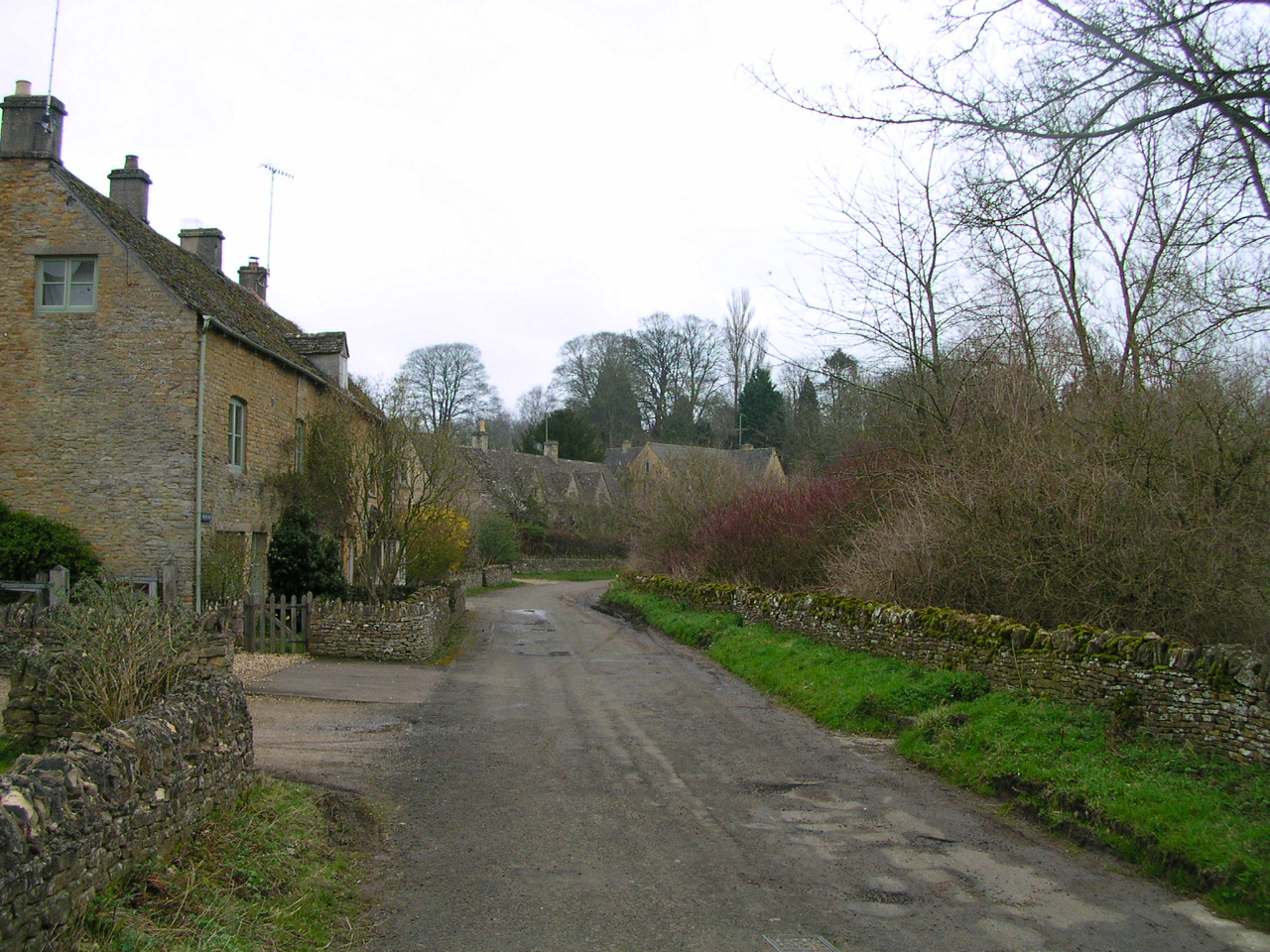
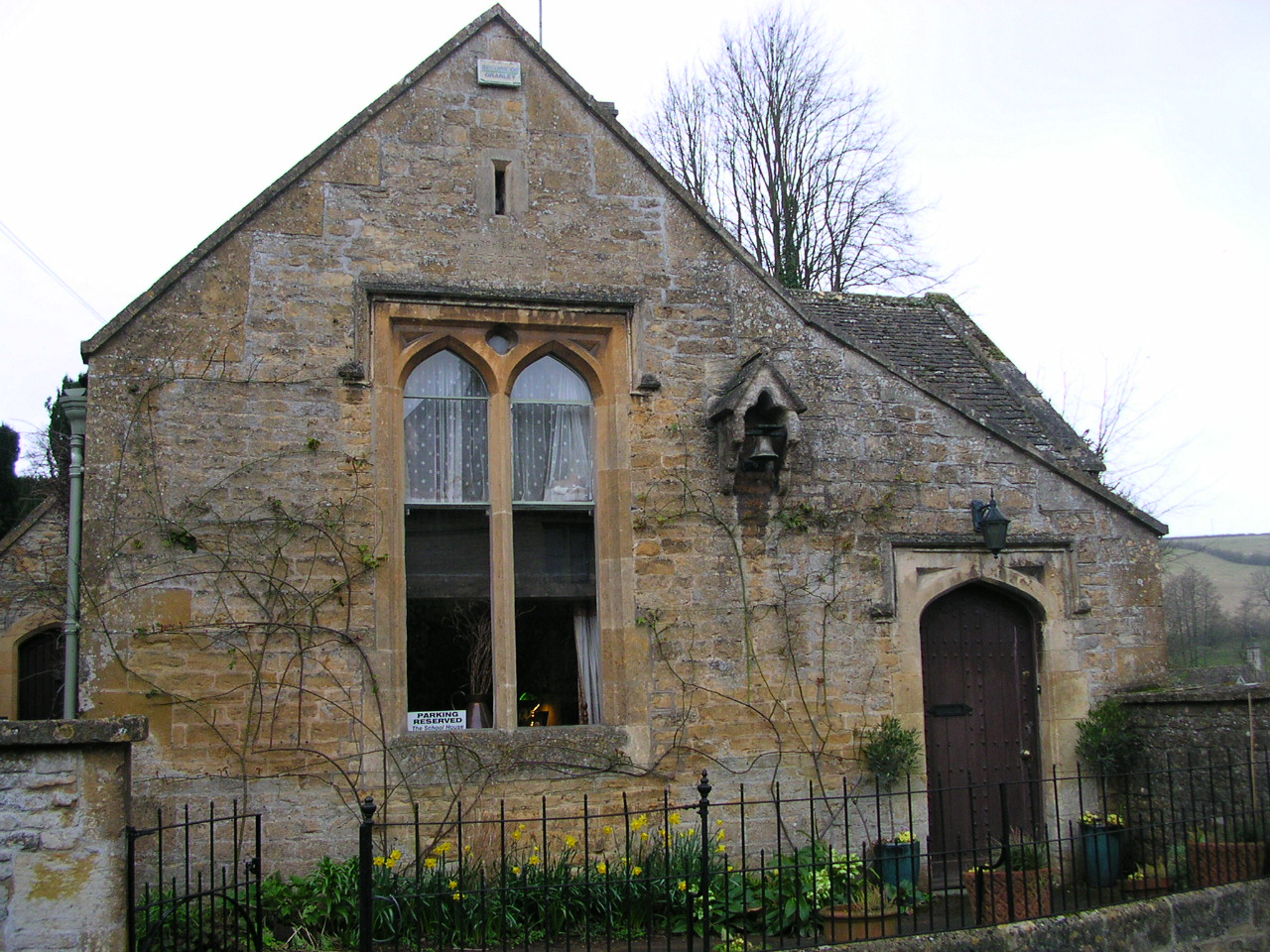
The old school
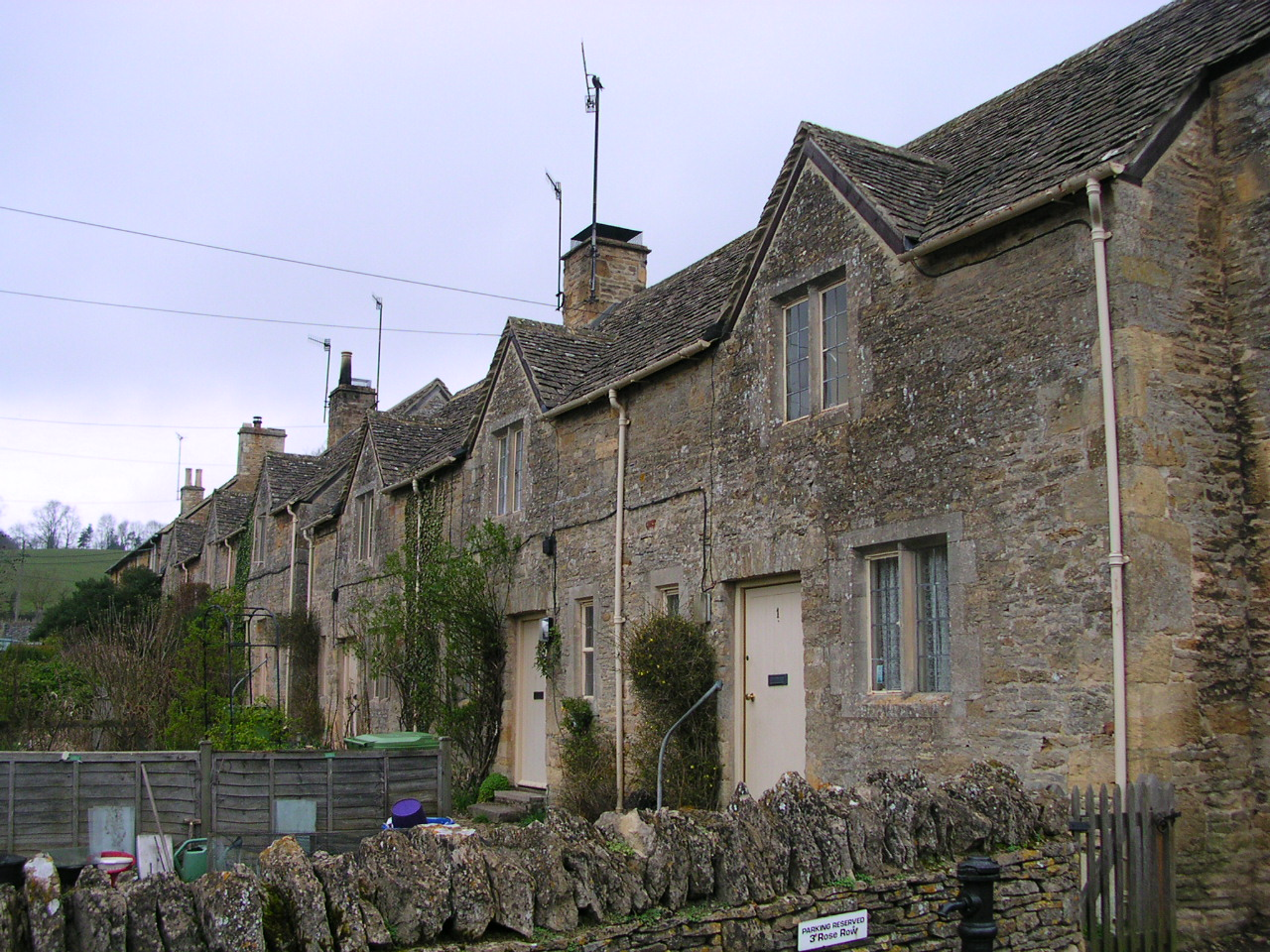
Rose Cottages
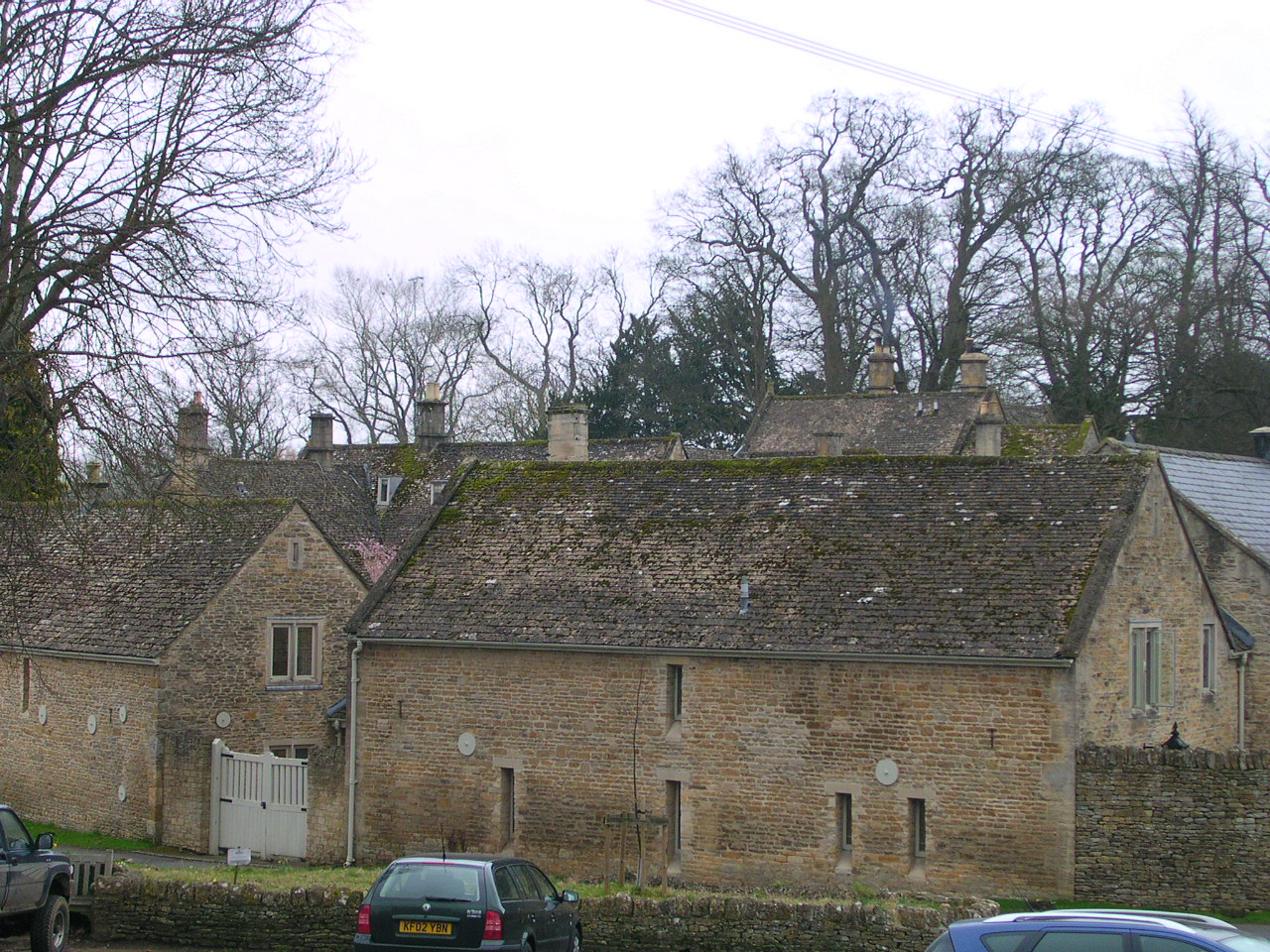